# Furan
Furan, furfuran – heterocykliczny związek chemiczny z endocyklicznym atomem tlenu, cykliczny eter o charakterze aromatycznym.
Jest znacznie bardziej reaktywny w substytucji elektrofilowej niż benzen. Podstawienie elektrofilowe zachodzi głównie w pozycji 2 w stosunku do atomu tlenu. W środowisku kwasowym polimeryzuje.
W warunkach normalnych jest bezbarwną cieczą o słodkawym zapachu chloroformu. Jest dobrze rozpuszczalny w etanolu i eterze dietylowym. Otrzymuje się go z furfuralu działaniem pary wodnej na katalizatorze tlenkowym. Stosowany jest do produkcji kwasu adypinowego i heksametylenodiaminy.